# Bailando bajo la lluvia
«Bailando bajo la lluvia»  es una canción de la cantautora mexicana Fey, elegida como cuarto sencillo de su álbum de estudio homónimo, lanzado a finales de 1995 que mantiene la fama de la cantante y de su álbum.
Es una de las baladas más románticas de Fey junto con «Subidón», el sencillo no fue número uno en ningún país, tampoco tiene video musical pero tuvo un buen recibimiento dentro del púbico adolescente y suena en muchas radios mexicanas.
La canción cuando fue lanzado en las radios se posiciona en la posición 13 en el Top Singles de México, lo interpreta en una gira musical de conciertos llamada "Media Naranja Tour" y en programas de televisión como Un nuevo día, Siempre en domingo, etc.

## Listas (1996)
| Listas nacionales | Posición más alta |
| ----------------- | ----------------- |
| Bolivia           | 4                 |
| Chile             | 15                |
| México            | 13                |

## Lista de canciones
| Sencillo en CD |                           |          |  |
| N.º            | Título                    | Duración |  |
| 1.             | «Bailando bajo la lluvia» | 3:13     |  |